# チャオプラヤー
チャオプラヤー（侯爵 Chao Phraya、เจ้าพระยา）は、タイのバンダーサックの二位。この上にはソムデットチャオプラヤー（大公）、この下の階級にはプラヤー（伯爵）がある。この官位を受けた人をチャオクン（卿 Chao Khun、เจ้าคุน）と呼んだ。
チャオプラヤーには二級があり、侯爵階級では名跡が銀板に、公爵階級では名跡が金板に刻まれる。